# Zamarada ekphysis
Zamarada ekphysis là một loài bướm đêm trong họ Geometridae.